# 達米安·里拉德
達米安·拉蒙蒂·奥利·里拉德（英語：Damian Lamonte Ollie Lillard，1990年7月15日—）是美國職業籃球運動員，場上位置為控球後衛，目前效力於波特蘭拓荒者。里拉德在2012年NBA選秀中第1輪第6順位被波特蘭拓荒者選中，隨後於2023年加盟密爾瓦基公鹿，2025年遭到買斷之後重返波特蘭拓荒者。
2022年7月，里拉德與拓荒者提前續約，總價2年1.22億美元，新合約將於2025-26賽季開始執行，首年薪資是5,850萬美元，26-27球季擁有球員選項，金額更高達6,330萬美元，創下史上單季最高薪紀錄。
根據《福布斯》，里拉德是2024年年收入全球排名第26位的運動員（61,900,000美元）。
三分球能力出色，截至2024-25賽季結束後，他在NBA三分球進球排行榜上排名第四。

## NBA生涯

### 波特蘭拓荒者（2012-2023）

#### 2012-13球季
在季前並不被看好能奪下NBA最佳新秀獎，但賽季開打不到一半，里拉德超齡的表現令大家驚艷，完全把紐奧良鵜鶘隊（當時仍稱黃蜂隊）狀元安東尼·戴維斯比下去，並且包辦了整個賽季的單月西區最佳新秀，最後以賽季平均19分6.5助攻3.1籃板的表現全票通過獲得NBA最佳新秀獎，成為年度新人王，同時新人球季投進185顆三分球也刷新了金州勇士隊三分神射史蒂芬·柯瑞新人球季所保持的166顆三分球的紀錄，成為NBA歷史新秀投進最多三分球的紀錄，可惜拓荒者隊賽季戰績33勝49敗排在西區第11，沒能進入季後賽。
里拉德在2013年休士頓明星周參加NBA技術挑戰賽，在決賽中以29.8秒成績擊敗了費城76人隊 傑瑞·哈勒戴的35.6秒得到冠軍。

#### 2013-14球季
里拉德在此賽季表現出色，季中經常替球隊投進終場致勝球，因此在2014年紐奧良明星周參與了星期五的新秀挑戰賽，星期六的技術挑戰賽、三分球大賽及灌籃大賽和星期日全明星賽，成爲NBA史上第一位五項全明星周賽事全部參加的球員，生涯第二年就入選NBA全明星賽，里拉德也連續兩年在NBA技術挑戰賽得到冠軍，他跟猶他爵士隊特雷·伯克的雙人組合以45.2秒險勝費城76人隊麥可·卡特-威廉斯和奧蘭多魔術隊維克多·奧拉迪波的45.3秒衛冕冠軍成功，成為史上唯二能連兩年得到此殊榮的球員，另一位為邁阿密熱火隊史最偉大球星德韋恩·韋德。
里拉德在2014年季後賽第一輪對休士頓火箭隊第六戰，拓荒者96：98落後的情況下在時間剩下0.9秒時投進致勝三分絕殺，拓荒者99：98逆轉擊敗火箭，幫助波特蘭拓荒者隊繼2000年NBA季後賽後再次挺進到第二輪賽事，但是在第二輪拓荒者以1:4敗給聖安東尼奧馬刺隊結束球季，里拉德也首次入選NBA最佳陣容年度第三隊。

#### 2014-15球季
2014年12月19日，拓荒者客場出戰聖安東尼奧馬刺，在經過了3次延長賽後，拓荒者129:119擊敗馬刺，里拉德在這場比賽中29投16中，三分球9投4中，罰球8罰7中，得到生涯新高43分，另有3籃板6助攻2抄截1阻攻4失誤的表現。
2015年紐約明星賽，洛杉磯快艇隊布雷克·格里芬因為受傷而退出明星賽，聯盟主席蕭華宣布由里拉德遞補進入，這也是他生涯第二次入選全明星賽。
2015年季後賽第一輪，拓荒者對上曼菲斯灰熊，里拉德遭到灰熊重兵看管，投籃命中率始終低迷，表現不如預期，使得系列賽前3戰灰熊就已經取得聽牌的絕對優勢。雖然他在第4戰恢復水準，23投12中攻下32分7助攻，幫助球隊在主場贏得勝利，依然無力阻擋灰熊晉級的腳步。
賽季結束以後，身邊的先發隊友都遭到挖角，但這也讓拓荒者展開以里拉德為核心的方針。里拉德如願以償，與拓荒者以5年1.2億美元頂級合約續約。雙方正式簽約後，這份合約於2016-17年球季生效。

#### 2015-16球季
2015年12月21日因為足底筋膜炎的傷勢，里拉德缺席了客場對亞特蘭大老鷹隊的比賽，這是他生涯首次缺席，中止了他連續出戰275場比賽的紀錄，他也因為腳傷錯過了7場比賽直到2016年1月4日拓荒者對上曼菲斯灰熊隊的比賽中復出。2016年2月19日，拓荒者在主場面對上季冠軍金州勇士隊，里拉德刷新了他生涯得分新高砍下51分，28投18中，三分球12投9中，罰球7罰6中，另有7助攻6抄截0失誤的完美表現，帶領拓荒者137:105大勝勇士。3月4日在客場對上多倫多暴龍隊，里拉德得到50分（職業生涯第二次50+），28投16中，三分球13投6中，罰球13罰12中，可惜拓荒者仍以115:117，2分差距敗給暴龍。
原本球季初不被看好能進季後賽的波特蘭拓荒者隊，在面對上季先發五人有四人離隊的劣勢下，里拉德代替拉瑪庫斯·阿爾德里奇，成為球隊一哥、領袖。出乎意料地，在他跟去年季後賽表現出色，本季獲得更多機會的新二哥C·J·麥科勒姆雙槍崛起下，兩人帶領球隊以44勝38敗取得了西區第五的佳績，闖進季後賽，甚至在季後賽第一輪4:2擊敗洛杉磯快艇隊晉級。第二輪迎戰勢在衛冕的金州勇士隊，他在系列賽第3戰27投14中，三分球13投8中，罰球4罰4中，得到40分（季後賽得分新高）還有5籃板10助攻3失誤的表現，拓荒者在主場120:108擊敗勇士，雖然最後拓荒者仍以1:4被勇士淘汰，結束令人驚艷的球季，但系列賽五場比賽拓荒者都帶給了勇士不少麻煩。
里拉德賽季平均25.1分6.8助攻4籃板0.9抄截，得分和助攻都是他職業生涯4年來新高，率領重建第一年的拓荒者打出精彩的球季，最後他也順利入選NBA最佳陣容年度第二隊。

#### 2016-17球季
里拉德在賽季的前10場比賽中，有6場得分超過30分，在這6場比賽裡有5場得分都超過35分，成為拓荒者隊史第一位達成此成就的球員。
2017年4月8日，拓荒者隊在主場迎戰猶他爵士隊，里拉德上場41分鐘49秒，34投18中，包含三分球14投9中，罰球16罰14中得到生涯新高59分，另有6籃板5助攻1抄截1阻攻且個人沒有任何失誤，幫助球隊以101:86擊敗強敵爵士隊。

#### 2017-18球季
2018年1月24日，NBA官方公布在洛杉磯舉辦的明星賽替補名單，里拉德被選進西區替補球員名單裡，這也是他職業生涯第三次入選NBA全明星賽，相隔兩年再次嘗到明星賽滋味。
2018年3月6日，拓荒者於客場史坦波中心挑戰洛杉磯湖人。雖然拓荒者於前三節打完處於落後劣勢，但是在第四節靠著里拉德挺身而出扮演「第四節殺手」狂飆19分、攻下全場最高的39分，最終拓荒者以108-103逆轉湖人。
2018年4月20日拓荒者季後賽第三場在客場以102-119輸給鵜鶘，本場比賽里拉德得到了8次失誤，這也創造了他個人季後賽生涯單場失誤次數的新紀錄。 此前里拉德的個人季後賽生涯單場失誤紀錄是7次，他在4月18日對陣鵜鶘的比賽中出場40分鐘，18投7中得到17分3籃板4助攻1抄截7失誤。最終拓荒者以0:4在季後賽第一輪被紐澳良鵜鶘隊橫掃結束本賽季，里拉德雖然連續兩年沒能帶領球隊在季後賽突破第一輪，但他個人在例行賽的好表現---平均26.9分4.5籃板6.6助攻1.1抄截也讓他生涯首次入選NBA最佳陣容年度第一隊。

#### 2018-19球季
2018年11月28日拓荒者主場對陣奧蘭多魔術隊，里拉德飆進10顆三分球創下他單場投進最多三分球的紀錄，本場比賽他得到41分8籃板4助攻2抄截1阻攻3失誤，拓荒者以115:112三分差險勝魔術隊。
2019年2月1日，里拉德再次進入本屆在夏洛特所舉辦的NBA全明星賽替補名單，職業生涯第四次獲選。
2019年4月23日，季後賽第一輪對陣雷霆時，里拉德直接扛起全隊攻勢，第一節獨拿19分，單單上半場就狂飆34分。里拉德上半場18投12中，包括三分球9投6中，獨拿34分，創下拓荒者隊史季後賽半場得分紀錄。下半場里拉德繼續火熱手感，最後更以一球37呎的超遠三分球絕殺，帶領拓荒者以118:115逆轉雷霆隊。個人更獨得50分，成為史上第7位在系列賽關門戰中至少砍進50分的球員，前6人分別是庫西（Bob Cousy）、佩提特（Bob Pettit）、張伯倫（Wilt Chamberlain）、瓊斯（Sam Jones）、喬丹（Michael Jordan）和巴克利（Charles Barkley）。此外，里拉德半場轟進6顆三分球則是追平隊史半場紀錄。同時，他生涯季後賽累積957顆，也成為隊史第一人。

#### 2019-20球季
2019年11月9號，里拉德在面對布魯克林籃網隊的比賽中，砍下60分以及7顆三分球。
2020年1月21日，拓荒者對上勇士，里拉德攻下生涯新高61分，命中11顆三分，刷新個人紀錄，也成為NBA歷史上第四位單季多次單場命中至少10顆三分球的球員。
2020年1月30日，里拉德面對休士頓火箭，成功完成生涯首度大三元。
2020年8月12日，復賽後的里拉德在面對達拉斯獨行俠隊的例行賽中，砍下61分5籃板8助攻，追平個人單場得分紀錄，也成為NBA史上第二位單季三次單場60+的球員。
2020年8月15日，里拉德票選為NBA種子賽MVP。
季後賽，拓荒者敗于湖人隊，以1比4于首輪出局。

#### 2020-21球季
2021年1月30日，里拉德以123-122的比分擊敗芝加哥公牛隊，攻下賽季最高的44分，並投出壓哨三分球。
2021年2月17日，在對陣新奧爾良鵜鶘的比賽中，砍下43分並送出職業生涯最高的16次助攻，成為NBA歷史上僅有的12名單場得到40分和15次助攻的球員之一。
2021年6月2日，在季後賽首輪對陣丹佛掘金隊的第五場比賽中，攻下季後賽職業生涯最高的55分，當中包括刷新NBA歷史季後賽單場最高紀錄的12個三分球。里拉德在比賽常規時間結束前及第一加時結束前均投進關鍵三分球並打平比分，雙方進入第二加時，但最終以140-147的比分落敗。
2021年6月4日，與丹佛掘金隊第六場比賽中，得到29分及13次助攻，但拓荒者以126-115不敵掘金隊，五年來第四次首輪淘汰。同日，NBA官方宣佈里拉德獲得本賽季NBA年度最佳隊友獎。

#### 2021-22球季
2021年11月20日，里拉德在118-111戰勝費城76人隊的比賽中得到賽季最高的39分，以及7次助攻和3次阻攻。2022年1月13日，他因腹部受傷接受了手術。2月10日，拓荒者隊臨時總經理喬·克羅寧表示，里拉德有可能在2021-22賽季不再上場。3月21日，里拉德被正式宣布在賽季剩餘時間報銷。這是自里拉德的新秀賽季以來，波特蘭首次無緣季後賽，以27勝55負的戰績結束了賽季。

#### 2022-23球季
因傷缺席上賽季最後47場比賽後，里拉德在第二、三場例行賽分別得到41分帶領球隊3-0開局，成為歷史第八位賽季前三場至少兩次得到40+的球員。
2023年1月12日，里拉德在119-113不敵克里夫蘭騎士的比賽中得到當時的賽季新高50分，這也是他生涯第15次獲得50+。
2023年1月25日，里拉德在134-124戰勝猶他爵士的比賽中得到賽季新高的60分，成為歷史第五位在例行賽至少4次得到60+的球員，前四位分別是威爾特·張伯倫(32次) ，科比·布萊恩特(6)，詹姆斯·哈登(4)和邁克爾·喬丹(4)。
2023年2月26日，里拉德在131-114戰勝休斯頓火箭的比賽中得到生涯和球隊最高的71分，命中生涯和球隊最高的13記三分。
2023年3月23日，里拉德被正式宣佈因小腿傷勢在賽季剩餘時間報銷，再次無緣季後賽，以33勝49負的戰績結束了賽季。

### 密爾瓦基公鹿（2023-2025）
2023年9月27日，在密爾瓦基公鹿隊跟鳳凰城太陽、波特蘭拓荒者進行三方交易後，里拉德加盟了公鹿隊。
2024年2月18日，在印第安那全明星大賽中擊敗崔·楊，連霸三分球大賽冠軍。
2024年2月19日，在全明星大賽中交出39分6助攻3籃板成績，奪下NBA全明星賽MVP。
2025年3月26日，因右小腿患有深部靜脈血栓，將無限期缺陣。
2025年季後賽，里拉德於首輪第二戰復出。2025年4月27日，里拉德於第四戰因傷退場，賽後診斷為左腿阿基里斯腱撕裂，賽季報銷。
2025年夏天，里拉德無預警的遭到球隊買斷，結束了在公鹿隊的兩年生涯。

### 重返波特兰开拓者（2025-）
2025年7月20日，里拉德与开拓者签下一份3年合同，重返波特兰。

## NBA生涯数据

### NBA例行賽數據統計
| 賽季    | 球隊         | 出賽 | 先發 | 平均上場時間(分鐘) | 投籃命中率(%) | 三分球命中率(%) | 罰球命中率(%) | 平均籃板 | 平均助攻 | 平均抄截 | 平均阻攻 | 平均得分 |
| ------- | ------------ | ---- | ---- | ------------------ | ------------- | --------------- | ------------- | -------- | -------- | -------- | -------- | -------- |
| 2012–13 | 波特蘭拓荒者 | 82*  | 82*  | 38.6               | .429          | .368            | .844          | 3.1      | 6.5      | 0.9      | 0.2      | 19.0     |
| 2013–14 | 波特蘭拓荒者 | 82   | 82   | 35.8               | .424          | .394            | .871          | 3.5      | 5.6      | 0.8      | 0.3      | 20.7     |
| 2014–15 | 波特蘭拓荒者 | 82   | 82   | 35.7               | .434          | .343            | .864          | 4.6      | 6.2      | 1.2      | 0.3      | 21.0     |
| 2015–16 | 波特蘭拓荒者 | 75   | 75   | 35.7               | .419          | .375            | .892          | 4.0      | 6.8      | 0.9      | 0.4      | 25.1     |
| 2016–17 | 波特蘭拓荒者 | 75   | 75   | 35.9               | .444          | .370            | .895          | 4.9      | 5.9      | 0.9      | 0.3      | 27.0     |
| 2017–18 | 波特蘭拓荒者 | 73   | 73   | 36.6               | .439          | .361            | .916          | 4.5      | 6.6      | 1.1      | 0.4      | 26.9     |
| 2018–19 | 波特蘭拓荒者 | 80   | 80   | 35.5               | .444          | .369            | .912          | 4.6      | 6.9      | 1.1      | 0.4      | 25.8     |
| 2019–20 | 波特蘭拓荒者 | 66   | 66   | 37.5*              | .463          | .401            | .888          | 4.3      | 8.0      | 1.1      | 0.3      | 30.0     |
| 2020–21 | 波特蘭拓荒者 | 67   | 67   | 35.8               | .451          | .391            | .928          | 4.2      | 7.5      | 0.9      | 0.3      | 28.8     |
| 2021–22 | 波特蘭拓荒者 | 29   | 29   | 36.4               | .402          | .324            | .878          | 4.1      | 7.3      | 0.6      | 0.4      | 24.0     |
| 2022–23 | 波特蘭拓荒者 | 58   | 58   | 36.3               | .463          | .371            | .914          | 4.8      | 7.3      | 0.9      | 0.3      | 32.2     |
| 2023–24 | 密爾瓦基公鹿 | 73   | 73   | 35.3               | .424          | .354            | .920          | 4.4      | 7.0      | 1.0      | 0.2      | 24.3     |
| 2024–25 | 密爾瓦基公鹿 | 58   | 58   | 36.1               | .448          | .376            | .921          | 4.7      | 7.1      | 1.2      | 0.2      | 24.9     |
| 生涯    | 生涯         | 900  | 900  | 36.2               | .439          | .371            | .899          | 4.3      | 6.7      | 1.0      | 0.3      | 25.1     |
| 全明星  | 全明星       | 9    | 3    | 17.1               | .476          | .433            | 1.000         | 2.6      | 2.6      | 0.9      | 0.0      | 18.3     |

#### NBA附加賽數據統計
| 賽季 | 球隊         | 出賽 | 先發 | 平均上場時間(分鐘) | 投籃命中率(%) | 三分球命中率(%) | 罰球命中率(%) | 平均籃板 | 平均助攻 | 平均抄截 | 平均阻攻 | 平均得分 |
| ---- | ------------ | ---- | ---- | ------------------ | ------------- | --------------- | ------------- | -------- | -------- | -------- | -------- | -------- |
| 2020 | 波特蘭拓荒者 | 1    | 1    | 44.9               | .400          | .357            | 1.000         | 2.0      | 10.0     | 1.0      | 0.0      | 31.0     |
| 生涯 | 生涯         | 1    | 1    | 44.9               | .400          | .357            | 1.000         | 2.0      | 10.0     | 1.0      | 0.0      | 31.0     |

### NBA季後賽數據統計
| 賽季 | 球隊         | 出賽 | 先發 | 平均上場時間(分鐘) | 投籃命中率(%) | 三分球命中率(%) | 罰球命中率(%) | 平均籃板 | 平均助攻 | 平均抄截 | 平均阻攻 | 平均得分 |
| ---- | ------------ | ---- | ---- | ------------------ | ------------- | --------------- | ------------- | -------- | -------- | -------- | -------- | -------- |
| 2014 | 波特蘭拓荒者 | 11   | 11   | 42.4               | .439          | .386            | .894          | 5.1      | 6.5      | 1.0      | 0.1      | 22.9     |
| 2015 | 波特蘭拓荒者 | 5    | 5    | 40.2               | .406          | .161            | .781          | 4.0      | 4.6      | 0.4      | 0.6      | 21.6     |
| 2016 | 波特蘭拓荒者 | 11   | 11   | 39.7               | .368          | .393            | .910          | 4.3      | 6.3      | 1.3      | 0.3      | 26.5     |
| 2017 | 波特蘭拓荒者 | 4    | 4    | 37.8               | .433          | .281            | .960          | 4.5      | 3.3      | 1.3      | 0.5      | 27.8     |
| 2018 | 波特蘭拓荒者 | 4    | 4    | 40.5               | .352          | .300            | .882          | 4.5      | 4.8      | 1.3      | 0.0      | 18.5     |
| 2019 | 波特蘭拓荒者 | 16   | 16   | 40.6               | .418          | .373            | .833          | 4.8      | 6.6      | 1.7      | 0.3      | 26.9     |
| 2020 | 波特蘭拓荒者 | 4    | 4    | 35.8               | .406          | .394            | .970          | 3.5      | 4.3      | 0.5      | 0.3      | 24.3     |
| 2021 | 波特蘭拓荒者 | 6    | 6    | 41.3               | .463          | .449            | .940          | 4.3      | 10.2     | 1.0      | 0.7      | 34.3     |
| 2024 | 密爾瓦基公鹿 | 4    | 4    | 39.1               | .420          | .417            | .974          | 3.3      | 5.0      | 1.0      | 0.0      | 31.3     |
| 2025 | 密爾瓦基公鹿 | 3    | 3    | 25.0               | .222          | .188            | .857          | 2.7      | 4.7      | 0.7      | 0.7      | 7.0      |
| 生涯 | 生涯         | 68   | 68   | 39.5               | .409          | .368            | .893          | 4.4      | 6.1      | 1.1      | 0.3      | 25.2     |

## 球衣背號
里拉德在大學時期球衣背號為#1號，進入NBA後他改用#0號作為球衣背號，原因是他認為進入聯盟後是從零出發，而他的家鄉是在加利福尼亞州奧克蘭(Oakland)，大學就讀的韋伯州立大學位在猶他州奧格登城(Ogden)，現在則是為奧勒岡州(State of Oregon)波特蘭打球，所以#0也是代表著與他成長階段有緊密關係的英文字母O。

## 成就與榮譽

### 生涯獎項
- 9次NBA全明星賽： 2014， 2015，2018，2019，2020，2021，2023，2024，2025
- 7次NBA最佳陣容：
  - 第一隊：2018
  - 第二隊：2016，2019，2020，2021
  - 第三隊：2014，2023
- NBA最佳新秀：2013
- NBA最佳新秀陣容：2013
- 1次NBA全明星賽MVP： 2024
- 2次NBA三分球大賽冠軍：2023，2024
- 2次NBA技巧賽冠軍：2013，2014
- 1次NBA年度最佳隊友獎：2023
- 2020 Seeding Games MVP（2019-2020 NBA Bubble）
- NBA75大巨星：2021

## 個人生活
里拉德在球場外也有饒舌歌手(Rapper)的身分，其藝名為Dame D.O.L.L.A.，被認為是NBA中最會唱饒舌的球員之一。
- 2015年1月愛迪達發表了他的第一代個人專屬球星簽名球鞋D Lillard 1，目前已經出到第十代球鞋ADIDAS Dame X。
- 2016年10月21號發行了他的個人首張饒舌專輯，專輯名稱為The Letter O。
- 2018年3月29日，利拉德有他的第一個孩子，兒子名字叫小達米安。[11]
- 2019年夏天，里拉德將參與籃球電影《Space Jam 2》。[12]
- 2021年1月，里拉德有了一對龍鳳胎兒女[13]。
- 2024年4月，里拉德與香港男團MIRROR合作，推出歌曲《Day 0》 。

## 外部連結
- Weber State athletic bio （页面存档备份，存于）